# Famiglia Airbus A320
La famiglia Airbus A320, composta dalla variante base A320, dalla variante più lunga A321 e dalle varianti più corte A319 e A318, è un insieme di aerei a fusoliera stretta per il corto-medio raggio prodotti dal consorzio Airbus a partire dal 1987. Rappresenta la prima generazione della famiglia, denominata in seguito ceo (current engine option – opzione motore corrente), preceduta dalla seconda generazione neo (new engine option – opzione motore nuova).
Ad oggi sono stati consegnati più di 9.572 modelli nelle varie varianti, con più di 6.010 ordini in lista di attesa. La concorrenza è rappresentata dalla B737 family, inizialmente nella versione classic e successivamente nella versione NG.

## Storia del progetto

### Le origini
Durante la progettazione dell'Airbus A300, tra la fine degli anni '60 e l’inizio degli anni '70, Airbus aveva già previsto la realizzazione di diversi modelli con cui andare a competere contro Boeing e Douglas, i due più grandi produttori aerospaziali dell'epoca.
Subito dopo la realizzazione dell’A300 infatti, Airbus stava studiando derivati dell’A300 identificando nove possibili varianti. Una decima variante, concepita nel 1973, denominata successivamente A300B10 portò alla realizzazione di un aereo più piccolo a lungo raggio portando allo sviluppo di quello che diventò l'A310.
Dopo questo primo modello a fusoliera larga, Airbus decise di focalizzarsi sul mercato del corto-medio raggio, dominato all'epoca dalla 737 classic family e dal Douglas DC-9. Il progetto, che prese il nome di JET, successivamente JET2, portò alla realizzazione della serie Airbus S.A1, S.A2 e S.A3 (single aisle – corridoio singolo), 3 varianti con capacità tra i 125 a i 180 passeggeri, rinominata ufficialmente come A320 al suo lancio definitivo, nel 1984. Gli sforzi maggiori andarono sulla versione S.A2 con una capacità prevista di 150 passeggeri e raggio di oltre 5.280 km (2.850 nm). Prendendo come riferimento la fusoliera dei B707 e B727 Airbus decise di rendere la propria più spaziosa, più precisamente con un diametro di 3,7m contro i 3,45m della controparte statunitense.

#### Il lancio
Il 2 marzo 1984 il programma venne ufficialmente lanciato con 96 ordini. Air France fu il cliente di lancio, al Paris Air Show del 1981 con 25 ordini e 25 opzioni. Ad ottobre 1986, confermato successivamente al Farnborough Air Show, Northwest Airlines ordinò 100 A320, l’ordine più grande ai tempi.
Al momento del lancio, l’A320 era dotato esclusivamente di due motori turboventola CFM56-5-A1, con una spinta pari a 111,2 kN. Successivamente venne offerta l’opzione di due motori turboventola IAE V2500-A1, 4% più efficienti dei CFM con una spinta pari a 100 kN.
L’aereo venne ufficialmente svelato al pubblico il 14 febbraio 1987, in presenza del primo ministro francese Jacques Chirac, il principe del Galles Carlo e la principessa Diana, con il primo volo durato 3 ore e 23 minuti a partire da Tolosa. Seguì un intensivo periodo di test, oltre 1200 ore spalmate su 530 singoli voli ottenendo così, il 26 febbraio 1988 la certificazione JAA. Il primo A320 venne consegnato ad Air France il 28 marzo 1988 a cui si aggiungeranno, arrivando ad oggi, più di 9.000 aerei distribuiti in tutto il mondo.

#### La nascita dell’A321
Il 24 novembre 1988, in seguito a 183 ordini da parte di 10 diverse compagnie aeree venne creata la prima variante dell’A320, una versione allungata denominata A321. La nuova variante, oltre a subire un allungamento, era dotata flap a doppia fessura, un bordo di uscita leggermente modificato con conseguente superficie alare aumentata e un carrello d’atterraggio rinforzato. L’ultimo elemento fu necessario in quanto l’allungamento della fusoliera, composto da due sezioni davanti all’ala e due sezioni dietro l’ala, portò ad un peso complessivo maggiore rispetto all’A320. Rinforzando il carrello fu inoltre possibile aumentare il MTOW a 83.000 kg.
Per la prima volta Airbus entrò nel mercato delle obbligazioni attraverso il quale riuscì a raccogliere oltre 475 milioni di € per finanziare i costi di sviluppo. Un'ulteriore somma di 180 milioni di € venne richiesta come prestito dalla BEI.
Il primo volo, con il prototipo F-WWIA decollò il 11 marzo 1993 con motori IAE V2500-A1. A maggio decollò il primo prototipo con motori CFM56-5B. Lufthansa ed Alitalia furono i clienti di lancio con, rispettivamente, 20 e 40 ordini.

#### La nascita dell’A319
In seguito al boom di vendite dei modelli già esistenti Airbus iniziò ad investire sul progetto A320M-7, ovvero A320 meno sette sezioni. Questa nuova versione sarebbe andata a competere contro i B737-300/-700, con una capacità di 130-140 passeggeri. L’accorciamento venne ottenuto rimuovendo quattro sezioni prima dell’ala e tre sezioni dopo l’ala. Le uniche differenze oltre alla rimozione delle sezioni fu un aggiornamento software per rendere la manovrabilità della nuova versione simile alle precedenti. I motori disponibili al lancio erano il CFM56-5A e il V2500-5A, limitati a 98 kN.
Il 10 giugno 1993 iniziò il nuovo programma di sviluppo dal valore di 250 milioni di €. Il 23 marzo 1995, nello stabilimento di Amburgo, iniziò la produzione del primo A319, insieme agli A321. Il 25 agosto 1995 decollò per la prima volta entrando nella flotta di Swissair il 25 aprile 1996. L’A319 divenne presto un best seller tra le compagnie aeree low-cost totalizzando 172 ordini da parte di Easyjet.

#### La nascita dell’A318
Nel 1998 Airbus propose, al Farnborough Air Show l’AE31X, una versione dell’A320 ulteriormente accorciata, con capacità di 100 passeggeri circa con il nome di A318. Lo sviluppo, iniziato nel 1995 con il progetto A319M5 e terminato a settembre del 1998, si concluse con una variante da 107 passeggeri, con un’autonomia di 5.700 km o 5.950 km in seguito all’introduzione della sharklet.
Il nuovo aereo venne ufficialmente lanciato il 26 aprile 1999 con 109 ordini. Il primo volo prese luogo ad Amburgo il 15 gennaio 2002 ma l’efficienza dei nuovi motori Pratt & Whitney PW6000 si rivelò inadeguata. Pratt & Whitney dovette apportare modifiche al compressore del motore. Dopo 19 mesi di test, il 23 marzo 2003 l’aereo ottenne la certificazione JAA in seguito ad oltre 850 ore di volo, insieme alla certificazione dei CFM56. Il 23 luglio 2003 venne consegnato il primo A318 a Frontier Airlines, il cliente di lancio.

#### Migliorie
Nel 2006 Airbus iniziò il programma A320E (Enhanced – migliorato) con l’obiettivo di portare ad un’efficienza extra del 4/5% tramite l’introduzione di winglet migliorate (2%), migliorie aerodinamiche (1%), riduzioni di peso e una cabina migliorata. I motori vennero aggiornati portando ad un’ulteriore miglioria dell’1% nel 2007 con l’uso dei CFM56 Tech Insertion e nel 2008 con l’uso dei V2500SelectOne.

#### Sharklet
Nel 2006 Airbus testò tre tipi diversi di winglet, con l’obiettivo di ridurre la resistenza indotta e i vortici di scia. Il primo progetto, denominato AWIATOR (Aircraft Wing Advanced Technology Operations) non portò ai risultati sperati. Il secondo progetto, realizzato in collaborazione con Winglet Technology, un’azienda statunitense, per quanto portò a dei miglioramenti non venne offerta ai clienti in quanto i miglioramenti vennero annullati dagli aumenti di peso. Il 17 dicembre 2008, il terzo progetto, in collaborazione con Aviation Partner Inc, portò alla realizzazione delle sharklet che per quanto aggiunsero 200 kg portarono ad un risparmio di carburante del 3,5% su voli oltre ai 2.800 km. In media portarono ad un risparmio annuo di 220.000$ e una riduzione di CO2 di 700 tonnellate. Il 21 dicembre 2012 venne consegnato il primo A320 con sharklet ad AirAsia Indonesia.

#### Cabina
Nel 2007 Airbus introdusse una nuova cabina, più silenziosa, più spaziosa e più moderna. Introdusse inoltre un nuovo sistema di filtraggio dell’aria, un convertitore catalitico per rimuovere odori sgradevoli e LED per l’illuminazione ambientale.
In questo modo si riuscì a ricavare il 10% di spazio in più con pesi più contenuti, con la possibilità di aggiornare anche gli aerei meno recenti.

#### La nascita della A320neo family
Airbus iniziò lo studio di una nuova versione, con motori più efficienti, il 1 dicembre 2010. Nacque così la Airbus A320neo family che decollò per la prima volta il 25 settembre 2014 e venne consegnato al suo primo cliente, Lufthansa, il 25 gennaio 2016. Con nuovi motori CFM-LEAP1A e PW1000G, la nuova versione promette un risparmio carburante del 15%. Delle quattro versioni precedenti solo tre sono state adattate alla versione neo, l’A319, l’A320 e l’A321. Per differenziare la propria offerta Airbus decise di rinominare la vecchia generazione di A320 in ceo (current engine option – opzione motore corrente).

## Tecnica

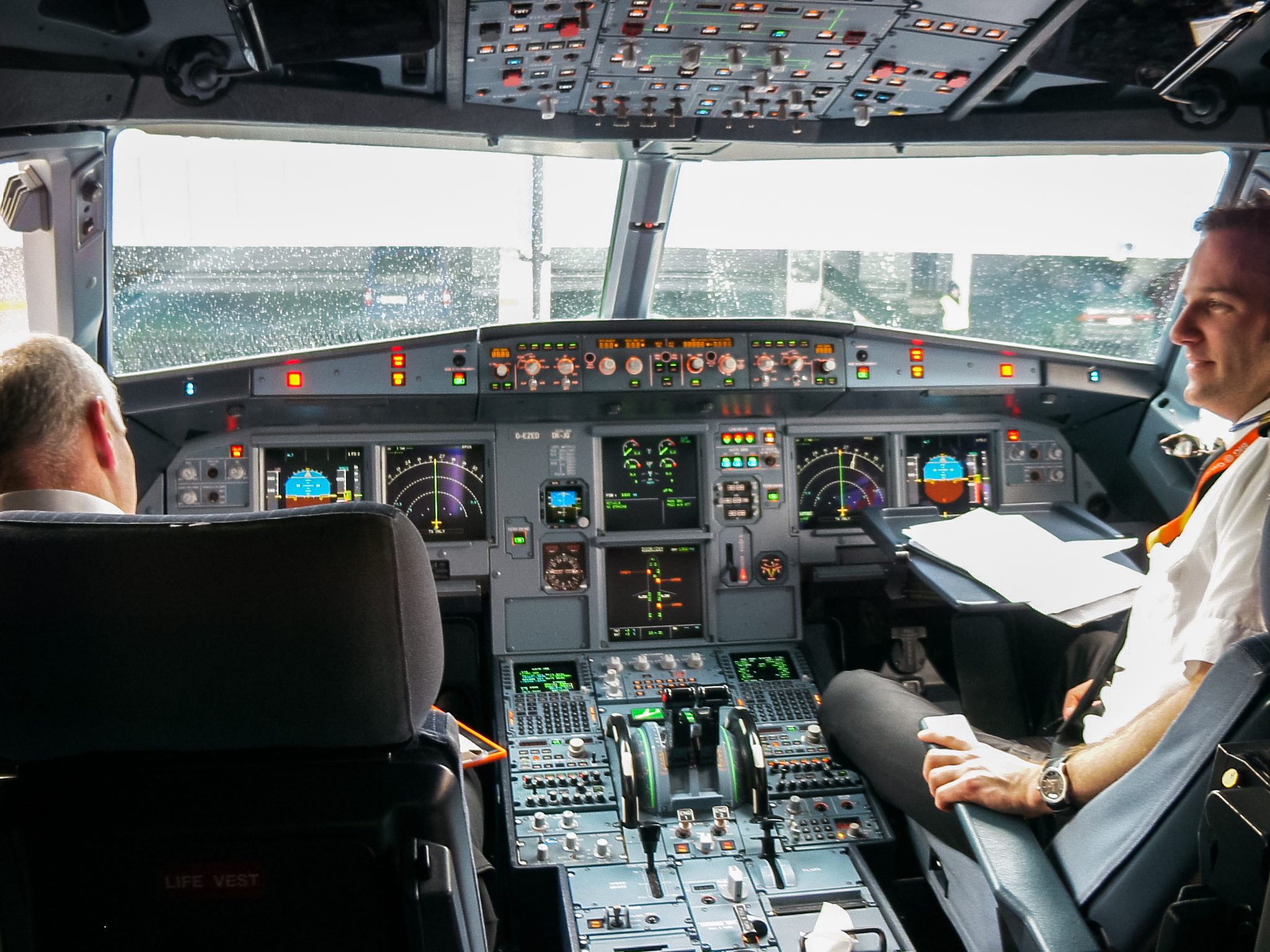
Il cockpit di un A319-100

L'A320 è stato il primo aeroplano civile prodotto in serie esclusivamente con il sistema Fly-by-wire (anche il Concorde disponeva di un sistema Fly-by-wire, ma anche di dispositivi di sicurezza tradizionali e non fu mai prodotto in serie). 
Inoltre l'A320 è dotato di una cabina di pilotaggio estremamente avanzata e intuitiva, con sei EFIS a colori e un innovativo sidestick di controllo al posto della convenzionale yoke.
L'A320 è costruito con un'alta percentuale di materiali compositi per avere un ottimo rapporto leggerezza/resistenza.
Inoltre se viene disinserito l'autopilota continua a seguire l'ultima Lateral e Vertical mode selezionata nel Main Guidance Panel.

### Caratteristiche comuni

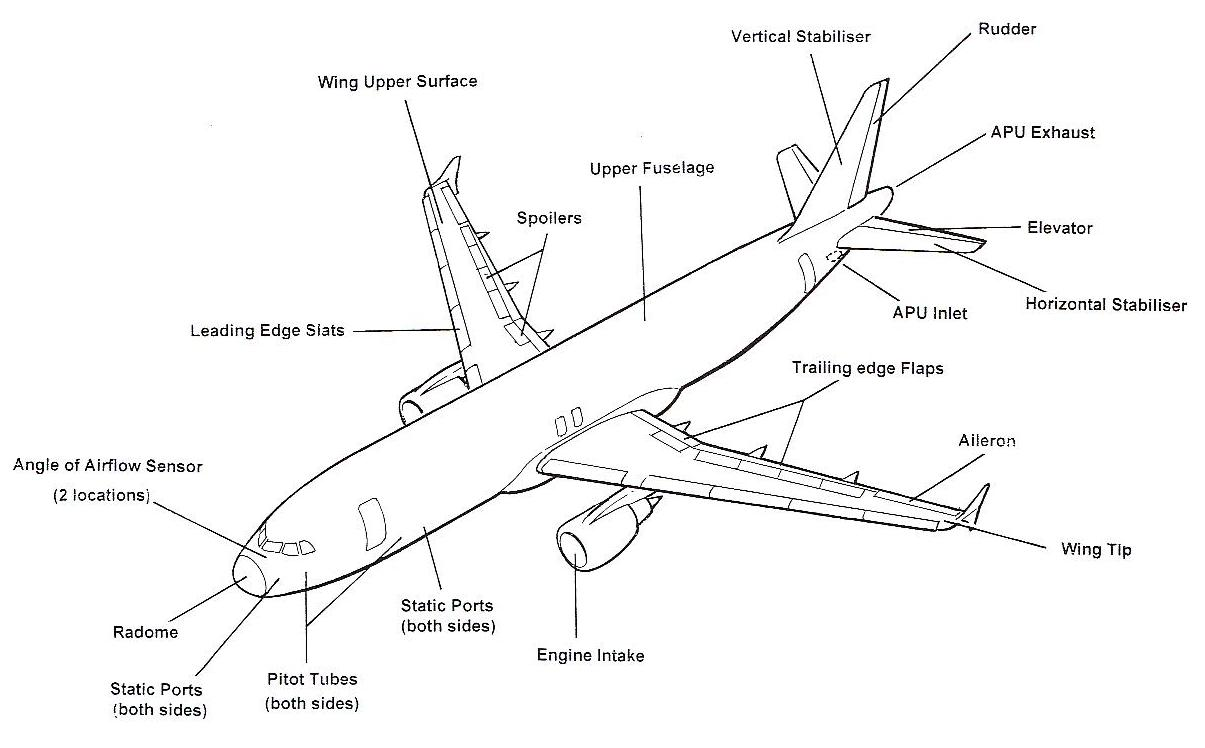
Schema generico di un A320-200

Sono da notare caratteristiche comuni a diversi componenti della famiglia degli A320. I sistemi di ognuno di essi sono identici, cosa che consente di risparmiare sui costi di manutenzione e di addestramento dei piloti (quindi stesso type rating con tutti i modelli A320). Questo principio si riscontra nei seguenti ambiti: innanzitutto bisogna puntualizzare che tutti i componenti della famiglia A320 sono in stretta parentela tra di loro poiché utilizzano stesse componenti, stessi propulsori e così via. Oltre a ciò, l'avionica della famiglia degli A320 è essenzialmente la stessa di quella degli A330/A340 e i propulsori CFM International CFM56 vengono impiegati, in varianti leggermente modificate, anche per i Boeing 737 (modelli Classic e NG) e gli A340-200 e A340-300.
Altra caratteristica comune è l'uguaglianza di cockpit degli A320 con gli A330 e gli A340. Un'elaborazione di questa tipologia di cockpit è stata realizzata sugli A380. L'A350 XWB sarà dotato, a sua volta, di un'elaborazione del cockpit degli A380.
Alenia Aeronautica ha progettato e costruisce per la famiglia A320 i correnti delle ali su contratto di Airbus UK e per l'A321 ha progettato e costruisce la sezione 14A della fusoliera anteriore su contratto di Airbus.

## Impiego operativo

### Incidenti
- Il 26 giugno 1988 un Airbus A320-100 della Air France, in servizio da soli due giorni, mentre veniva presentato in volo ad una esibizione aeronautica sopra l'aeroporto di Mulhouse-Habsheim, precipitò in un bosco mentre eseguiva un passaggio basso e lento proprio sulla pista di quell'aeroporto. Dei 136 passeggeri a bordo ne morirono tre e 50 restarono feriti. La causa dell'incidente venne in seguito attribuita ad un errore del computer di bordo; tale problema scatenò la critica al sistema Fly-by-wire. Più tardi si scoprì però che l'incidente fu causato da una serie di errori da parte dei piloti. Questi avevano disattivato il sistema automatico di controllo del volo. Inoltre sarebbero state ignorate le segnalazioni che richiamavano su un'altezza di volo troppo bassa e su una velocità di volo troppo ridotta. L'incidente fu molto seguito, in quanto fu ripreso da telecamere televisive lì presenti in occasione del volo dimostrativo[39] (vedi: Volo Air France 296).
- Il 14 febbraio 1990 precipitò un Airbus A320 della Indian Airlines a causa di un errore dei piloti: in fase di avvicinamento fu infatti effettuata una discesa troppo brusca, fuori dal regolare sentiero di discesa. L'aereo si schiantò al suolo e 92 dei 146 passeggeri non sopravvissero.
- Il 20 gennaio 1992 precipitò un Airbus A320 della Air Inter nei dintorni di Strasburgo, poiché i piloti avevano assunto una quota di discesa di 3 300 piedi al minuto invece di una curva verticale di 3,3°. Morirono 87 dei 96 passeggeri (vedi: Volo Air Inter 148).
- Il 14 settembre 1993 il volo Lufthansa 2904, operato da un Airbus A320, ha tentato un atterraggio all'aeroporto di Varsavia-Chopin in condizioni meteorologiche molto avverse: a causa di uno strato d'acqua dallo spessore di 3 cm, l'aeroplano finì in aquaplaning. I sensori del carrello d'atterraggio principale non segnalarono alcun contatto col suolo e, dato che il sistema frenante automatico poteva essere azionato soltanto quando tutti i carrelli d'atterraggio avevano toccato il suolo, i piloti non riuscirono a fermare l'aereo in tempo. Per questo l'aeroplano arrivò lungo alla fine della pista d'atterraggio con una velocità residua di 72 nodi e si fermò contro un terrapieno di emergenza. Un incendio si sviluppò a bordo a causa dell'urto. Un passeggero non sufficientemente allacciato e il co-pilota persero la vita, mentre 63 passeggeri, i membri dell'equipaggio e il capitano sopravvissero all'incidente. Questo incidente portò ad una modifica del software per la segnalazione del contatto col suolo.
- Il 23 agosto 2000, dopo il decollo dall'aeroporto del Bahrein, un Airbus A320 della Gulf Air precipitò in mare poiché i piloti persero il controllo dell'aereo. Tutti i 143 passeggeri persero la vita.

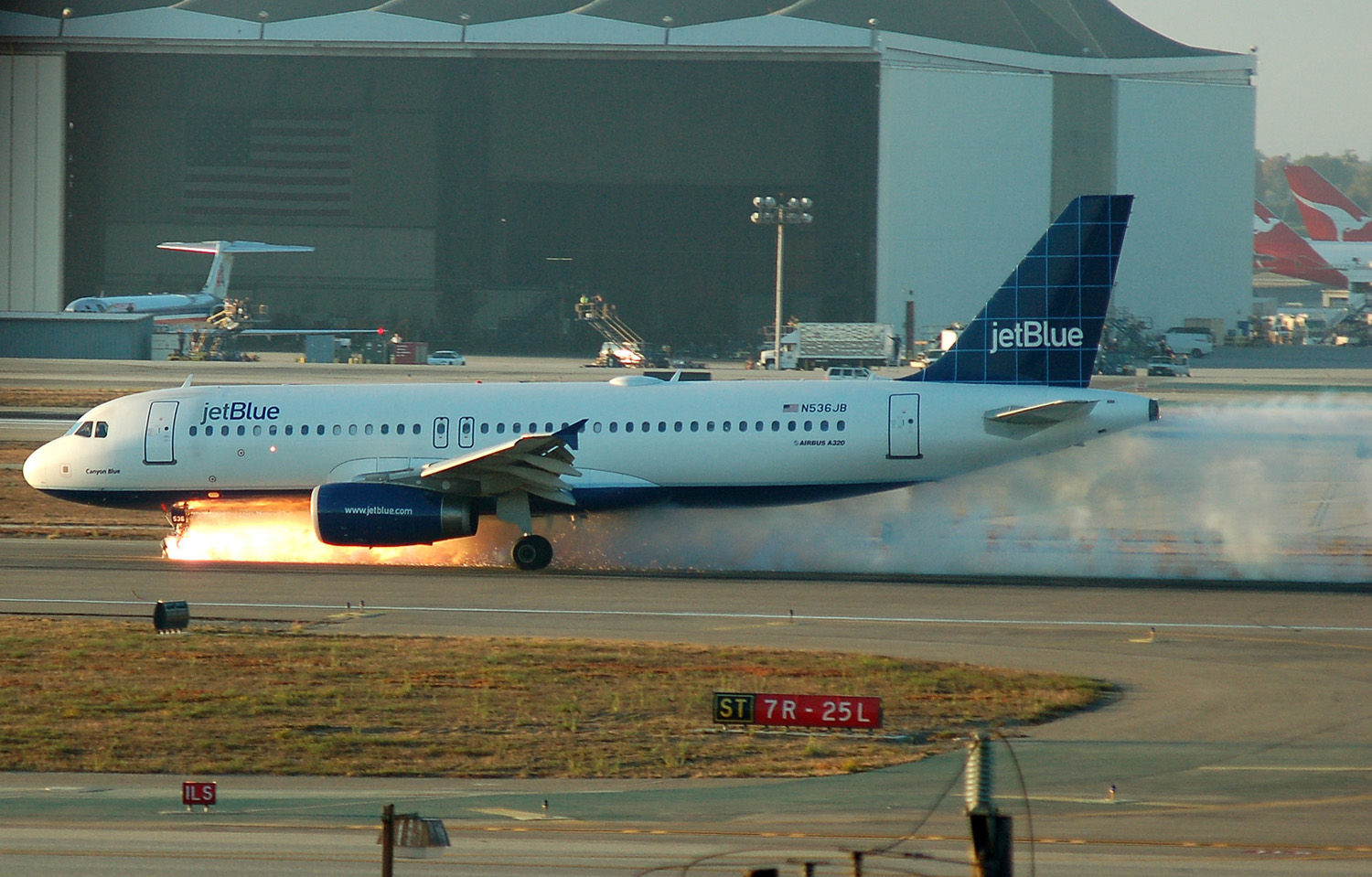
L'Airbus A320 di JetBlue Airways durante l'atterraggio d'emergenza

- Il 21 settembre 2005, il volo 292 della JetBlue Airways con a bordo 139 passeggeri e 6 membri dell'equipaggio, dovette effettuare un atterraggio d'emergenza all'aeroporto di Los Angeles a causa di un guasto al carrello d'atterraggio anteriore. Quest'ultimo si era girato di 90 gradi e dopo il decollo non poté essere retratto. L'apparecchio, col nome Canyon Blue, era in viaggio da Burbank a New York e, prima dell'atterraggio d'emergenza, dovette volare per diverse ore sul Pacifico, in modo da consumare il carburante residuo. L'atterraggio d'emergenza fu trasmesso dal vivo in televisione. L'A320 atterrò alle 3:20 CEST senza conseguenze negative. I passeggeri poterono abbandonare l'aereo dalle normali uscite e nessuno rimase ferito.
- Il 3 maggio 2006 un Airbus A320 dell'Armavia, proveniente da Erevan (Armenia), precipitò, alle 2:15 locali, nel Mar Nero durante la fase d'atterraggio all'Aeroporto Internazionale di Soči. Tutte le 113 persone a bordo persero la vita. Dopo tante speculazioni sulla causa, che andavano dalle cattive condizioni meteorologiche al malfunzionamento dell'impianto idraulico, venne resa nota l'analisi della scatola nera dalla quale si dedusse che azioni non adeguate dei piloti, e non problemi tecnici, avevano condotto al disastro aereo.
- Il 18 luglio 2007 un Airbus A320 della TAM si schiantò e prese fuoco durante l'atterraggio all'aeroporto Congonhas di San Paolo, in Brasile. L'aereo, decollato da Porto Alegre, ha perso il controllo in fase di atterraggio, slittando sulla pista bagnata e terminando la propria corsa contro una stazione di rifornimento carburante ed un terminal merci. Si sono contati 199 morti. (vedi Volo TAM 3054)
- Il 30 maggio 2008 un Airbus A320 della compagnia aerea Taca a causa delle cattive condizioni atmosferiche scatenate da una tempesta tropicale, non è riuscito ad atterrare sulla pista dell'aeroporto di Tegucigalpa in Honduras causando la morte del pilota e di un altro uomo che aveva avuto un attacco cardiaco. 140 erano i passeggeri.
- Il 27 novembre 2008 un Airbus A320 della compagnia aerea Air New Zealand (in leasing a XL Airways Germany), precipitò in mare al largo della costa francese di Perpignan nel corso di un volo di collaudo. L'aereo avrebbe mancato un atterraggio di emergenza in seguito ad un'avaria. Persero la vita 7 persone: due piloti tedeschi e cinque ingegneri neozelandesi. (vedi Volo XL Airways Germany 888T)
- Il 15 gennaio 2009 il Volo US Airways 1549 operato con un Airbus A320 dalla compagnia aerea US Airways partito dall'aeroporto di New York-La Guardia di New York con destinazione Charlotte è ammarato sul fiume Hudson al largo di Manhattan. Tutti i 150 passeggeri e i 5 membri dell'equipaggio sono sopravvissuti. Pochi minuti dopo il decollo, l'aereo ha impattato con uno stormo di oche subendo un'avaria ad entrambi i motori. In pochi istanti il comandante ha deciso di eseguire un atterraggio di emergenza sul fiume. Il pilota è stato poi dichiarato eroe e gli sono state consegnate le chiavi della città per aver pilotato un aereo di linea molto vicino ai grattacieli di New York e per aver salvato tutte le vite sull'aeromobile. Da questo incidente è stato prodotto il film Sully.
- Il 28 luglio 2010 un Airbus A321 della compagnia aerea pakistana Air Blue si è schiantato sulle colline di Islamabad (Pakistan): tutti i 146 passeggeri e i 6 membri dell'equipaggio hanno perso la vita (152 vittime).
- Il 28 dicembre 2014 un Airbus A320-200 della compagnia aerea AirAsia, con 162 persone a bordo, decollato da Surabaya (Indonesia) e diretto a Singapore risulta disperso. L'aereo ha perso il contatto alle 7:55 quando si trovava sopra il mare di Giava tra Kalimantan e le isole di Giava. Nella zona, secondo le prime informazioni, imperversava un forte maltempo. Pochi minuti prima di scomparire dai radar, il comandante del volo aveva chiesto di poter salire di quota per evitare un grosso banco di nubi.[40]
- Il 24 marzo 2015 il Volo Germanwings 9525, un Airbus A320-200 della compagnia aerea Germanwings con 150 persone a bordo, decollato da Barcellona e diretto a Düsseldorf, è precipitato sulle Alpi vicino a Digne per un'azione deliberata del co-pilota. Esso si era chiuso nella cabina di pilotaggio, approfittando dell’uscita del comandante Patrick Sondenheimer. Fra le persone a bordo non ci fu nessun superstite[41]
- Il 31 ottobre 2015 un Airbus A321-200 della Metrojet (registrato come EI-ETJ), 23 minuti dopo il decollo dall'Aeroporto Internazionale di Sharm el-Sheikh con destinazione l'Aeroporto di San Pietroburgo-Pulkovo, precipita al suolo in Egitto sulla penisola del Sinai. L'aereo aveva a bordo 217 passeggeri e 7 membri dell'equipaggio. Nessuno è sopravvissuto allo schianto (vedi Volo Metrojet 9268).
- Il 19 maggio 2016 un Airbus A320-200 della EgyptAir (operante il volo MS804) con rotta da Parigi al Cairo, scompare dal radar alle 2.26 in acque territoriali egiziane, con 66 persone a bordo, 56 passeggeri tra cui un bambino e due neonati e 10 membri dell'equipaggio.[42]
- Il 15 agosto 2019, un Airbus A321 (VQ-BOZ) in servizio durante il volo ha subito un impatto con volatili dopo il decollo dall'aeroporto di Mosca-Zhukovsky ed è atterrato in un campo di grano a pochi chilometri dall'aeroporto. Ventinove persone sono rimaste ferite (vedi Volo Ural Airlines 178).
- Il 22 Maggio 2020, il volo Pakistan International Airlines 8303, un Airbus A320-214 in volo da Lahore a Karachi, è precipitato nei pressi dell'aeroporto di Karachi, con a bordo 99 persone. Dopo aver effettuato una riattaccata per problemi al carrello di atterraggio, il comandante ha dichiarato un mayday per la perdita di entrambi i motori. In 97 hanno perso la vita.

## Versioni
Basata sugli A320, negli anni novanta fu realizzata in tempi relativamente brevi un'intera famiglia di aeromobili con componenti uguali ma con lunghezze della fusoliera e numero di posti per i passeggeri diversi. Tutte le versioni possono essere certificate ETOPS (Extended-range Twin-engine Operation Performance Standards) dalla durata di 120/180 minuti e possono effettuare quindi voli su zone ove l'aeroporto alternato è appunto ad una distanza pari alla certificazione ETOPS ottenuta. La possibilità di essere certificati ETOPS dipende (ma non solo) dal tipo di componenti installati (generatori, valvole, sistemi elettro/avionici, componenti idraulici) e generalmente le versioni di Airbus A320 più recenti installano alla produzione tali componenti.

### A318

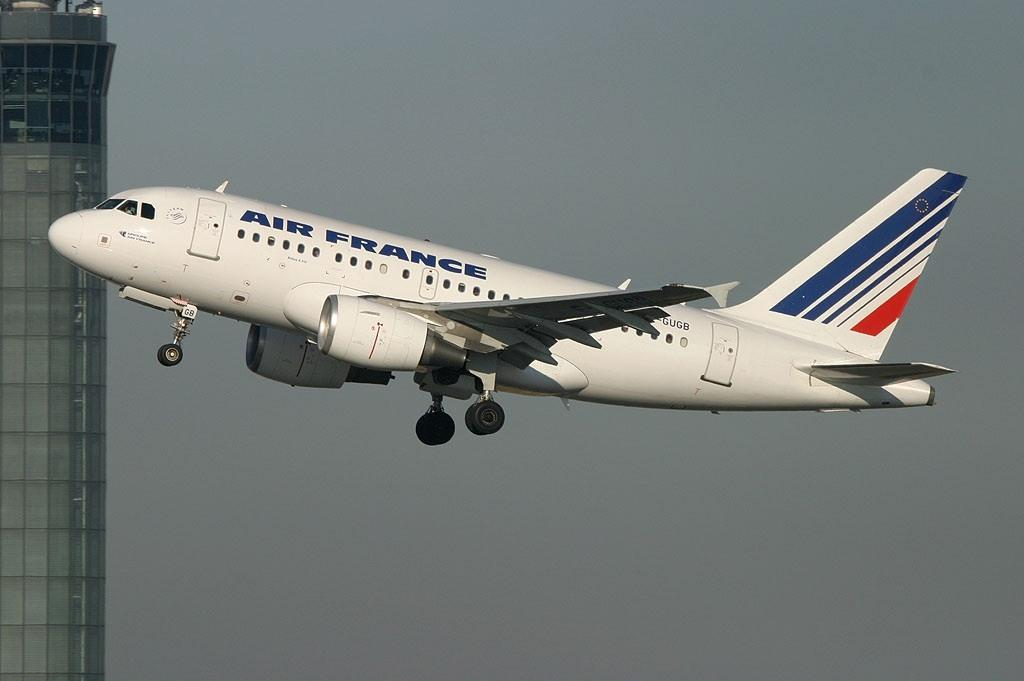
Un Airbus A318 di Air France

L'Airbus A318 è il membro più piccolo della famiglia Airbus A320. L'A318 può trasportare fino a 132 passeggeri e ha un'autonomia massima di 3 100 miglia nautiche (5 700 km). L'aereo è entrato in servizio nel luglio 2003 con Frontier Airlines e condivide un'abilitazione di type rating in comune con tutte le altre varianti della famiglia Airbus A320, consentendo ai piloti della famiglia di pilotare gli aerei della famiglia senza la necessità di ulteriore addestramento. È il più grande aereo commerciale certificato dall'Agenzia europea per la sicurezza aerea per operazioni di avvicinamento ripido, consentendo voli in aeroporti come quello di Londra-City. Rispetto ad altre varianti della famiglia Airbus A320, l'A318 è stato venduto solo in piccole quantità con ordini totali per soli 80 aeromobili effettuati al 31 ottobre 2015.

### A319

#### A319-100

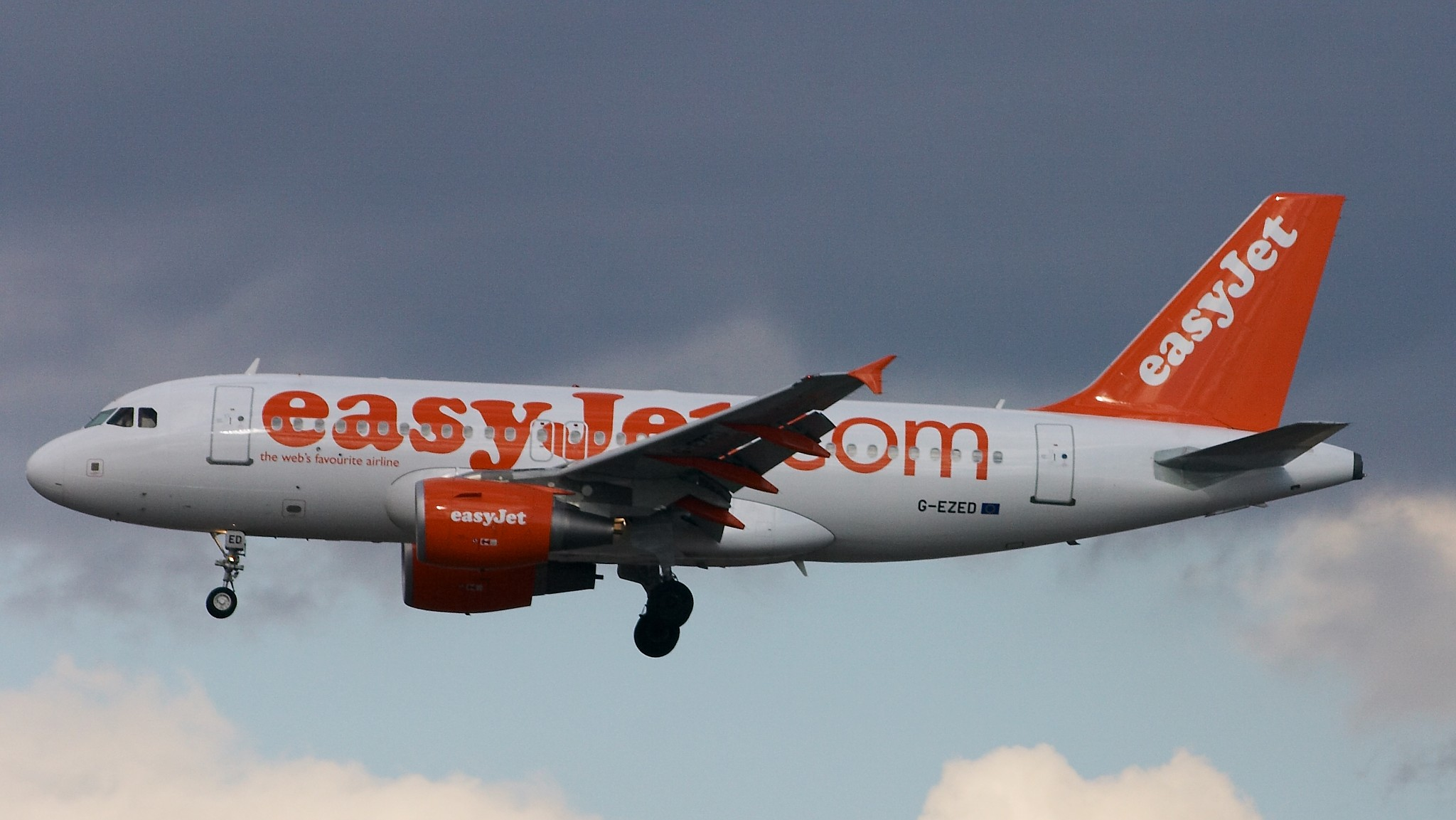
Un Airbus A319 di easyJet

L'A319 è un aereo bipropulsore con un solo corridoio nella cabina passeggeri, 4 portelloni d'ingresso e 2 uscite d'emergenza sulle ali; gli apparecchi in versione ad alta densità (A319-111) di alcune compagnie low cost come easyJet ne possiedono 4. La disposizione dei posti è di file a 2 nella Business Class e a 3 nella Economy, che permette di accogliere un totale di 124 passeggeri. La capacità massima di passeggeri imbarcabili è di 145 (essa scende a 80 nel caso le porte posteriori siano disattivate); nella versione con 4 uscite d'emergenza la capacità massima è di 160 posti.

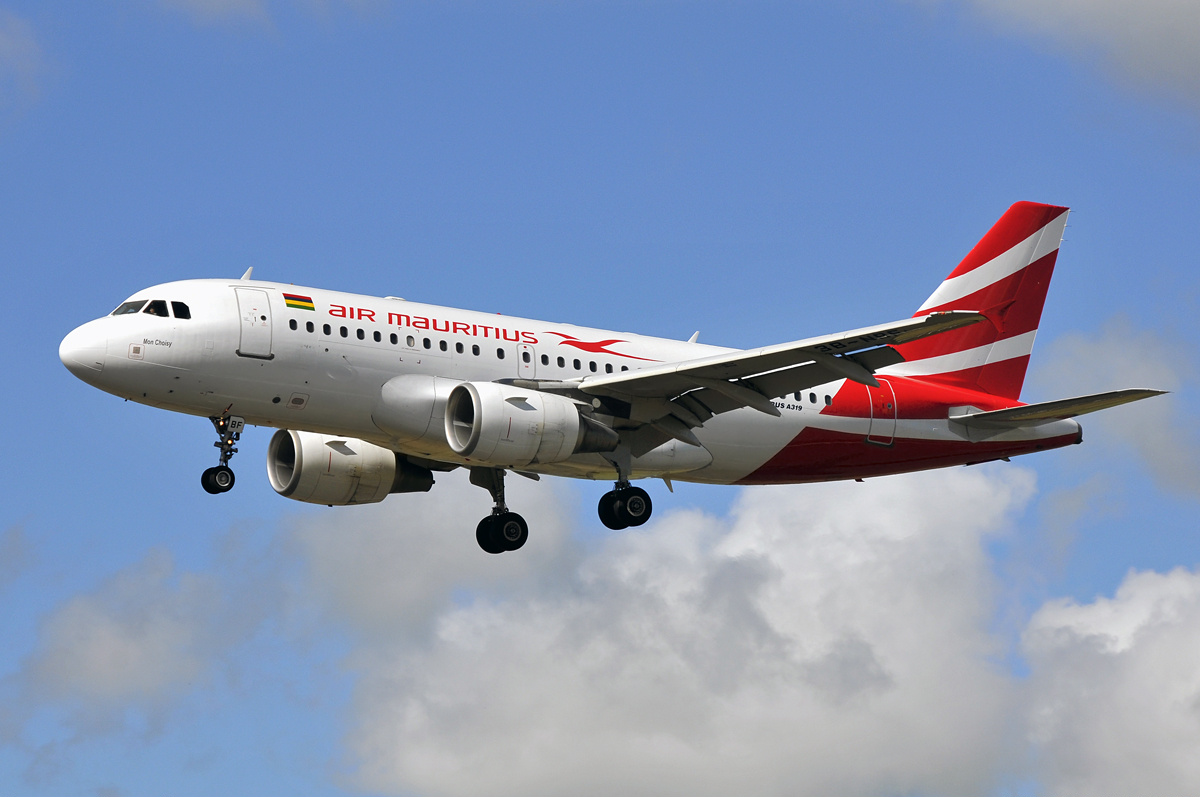
Un Airbus A319 di Air Mauritius in fase di atterraggio.

Il programma A319 fu avviato nel 1993 e il primo volo fu effettuato il 25 agosto 1995. L'impiego di brevi tempi di realizzazione è stato raggiunto in quanto l'A319 altro non è che una variante dell'A320.

#### A319CJ/ACJ
L'A319CJ, o Airbus Corporate Jetliner (abbreviato ACJ o CJ), è un business jet basato originariamente sull'A319. Venne mantenuta la concezione di base del modello originale, tuttavia è possibile montare serbatoi supplementari effettuando delle modifiche nel compartimento merci. Ciò permette all'aereo di coprire distanze fino a 11 100 km. Il Governo italiano, quello francese e quello brasiliano dispongono di ACJ come aereo. L'Aeronautica Militare Italiana ha in servizio dal 7 marzo 2000 due A319CJ assegnati al 31º Stormo di base sull'Aeroporto di Roma-Ciampino impiegati per il trasporto delle Autorità dello Stato e trasporti sanitari d'urgenza.
Gli interni possono essere scelti tra le varianti offerte dalla Airbus o su misura tramite imprese specializzate. In virtù della parentela tecnica con gli altri modelli della serie A320, l'A319CJ può essere pilotato dopo un normale Type rating Airbus. In caso di voli transoceanici, il pilotaggio è sottoposto alle restrizioni ETOPS.
I concorrenti principali sono il Boeing BBJ e i modelli a lungo raggio della Bombardier, della Gulfstream Aerospace e della Dassault. Tuttavia questi ultimi dispongono di spazi interni ridotti.

#### A319LR

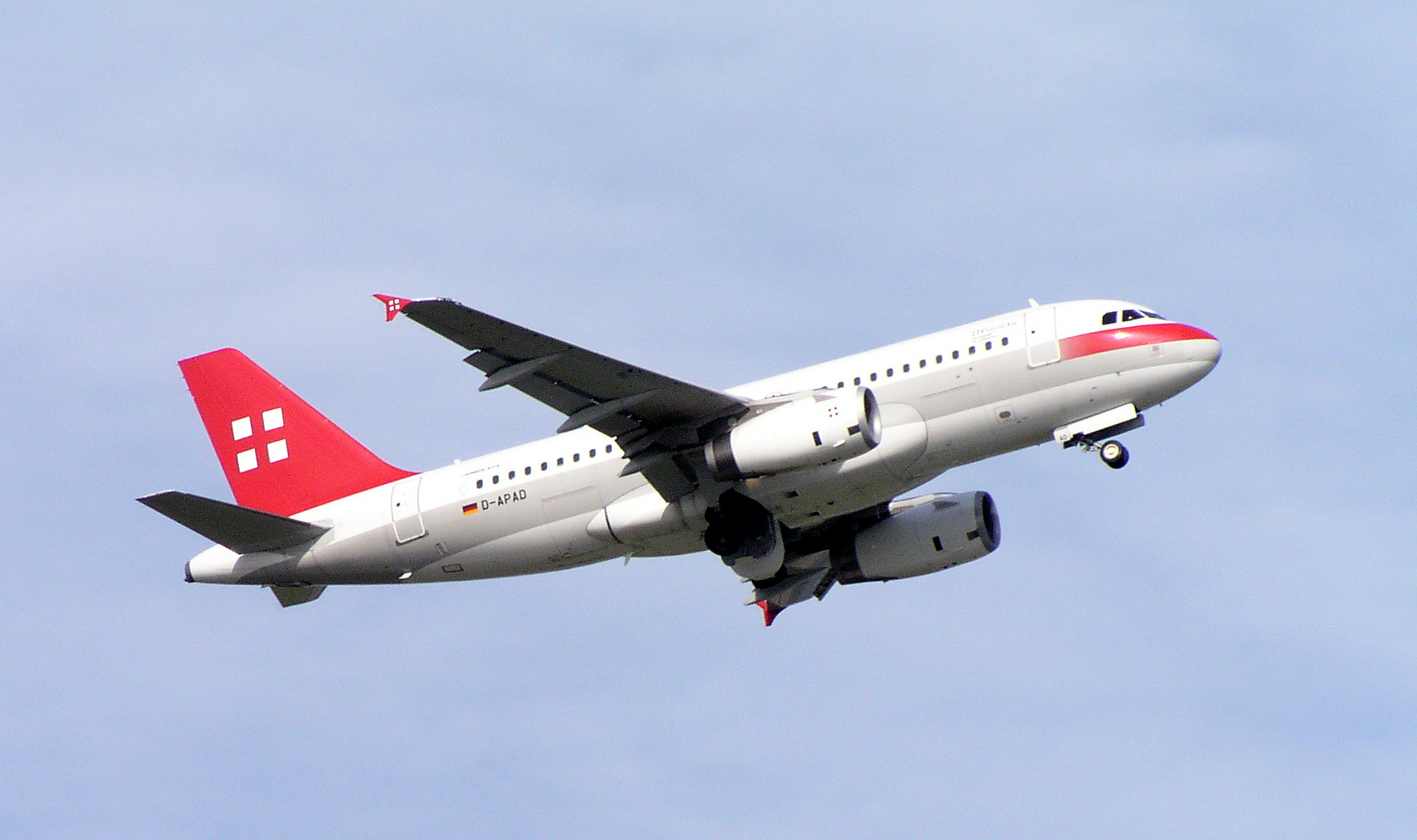
Un Airbus A319LR della PrivatAir

Questa versione è simile all'A319CJ ed è stata elaborata proprio in base a questo modello. Con un A319LR si possono trasportare 148 passeggeri su voli intercontinentali, ovvero a lungo raggio. La differenza tra l'A319LR e l'A319CJ è che il primo è dotato soltanto di 4 serbatoi invece che 6. Il raggio d'azione usuale è di 8 300 km che fa di quest'aereo il componente col più elevato raggio d'azione della famiglia degli A320.
Il concorrente diretto dell'A319LR è il Boeing 737-700ER.

### A320
L'A320 è un aeroplano bipropulsore con un corridoio centrale nella cabina, 4 portelloni d'ingresso e 4 uscite d'emergenza sulle ali. L'Airbus A320 può contenere fino a 180 passeggeri. In una tipica versione a due classi (business ed economy class) ne può contenere fino a 150. Nel vano di carico possono essere sistemati 7 container LD3, 3 nella parte anteriore e 4 in quella posteriore. L'A320, come già dice il nome stesso, è il modello base della fortunata famiglia degli A320. Il numero massimo di passeggeri imbarcabili è di 180, esso scende a 145 nel caso la seconda uscita d'emergenza "Type III" sia disattivata.

#### A320-100
Il progetto A320 fu iniziato nel 1982; il primo volo fu effettuato nel 1987. L'aeroplano ottenne la sua omologazione l'anno successivo e già nel marzo 1988 fu consegnato alla Air France il primo A320. Dell'A320-100 furono prodotti soltanto 21 esemplari; questo modello non era ancora dotato di alette d'estremità e disponeva di serbatoi per il carburante più piccoli rispetto a quelli dei futuri A320-200.

#### A320-200

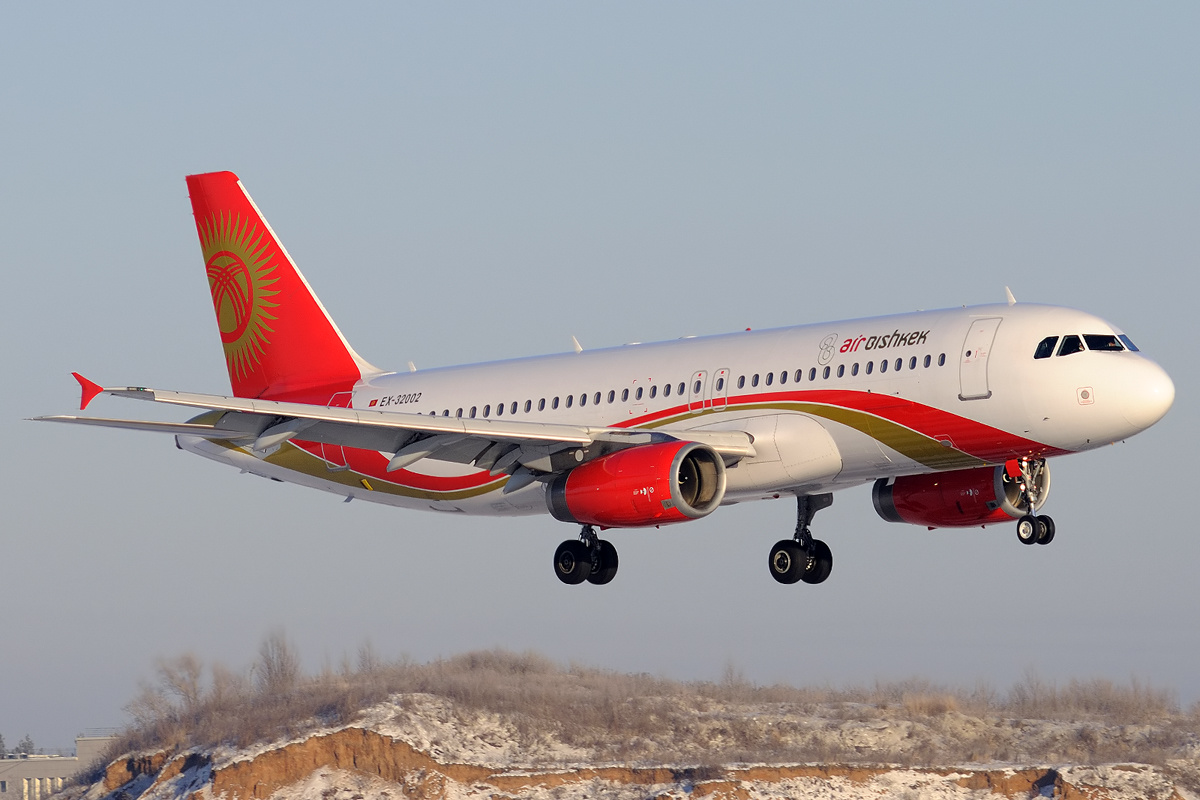
Un Airbus A320-214 di Air Bishkek

Poco tempo dopo la sua introduzione, il modello A320-100 venne tolto dal mercato e sostituito con la variante A320-200. Questo dispone, a differenza del suo predecessore, di alette d'estremità, d'un maggiore raggio d'azione e di un maggior peso consentito al decollo. Fu omologato nel 1988 e tuttora è il secondo velivolo più venduto al mondo dopo il Boeing 737.
L'A320-200 divenne presto un temibile concorrente diretto del simile Boeing 737-400. Rispetto al Boeing 737-800 registra un maggior numero di vendite.

#### A320 Enhanced
A320 Enhanced (o A320E) è l'appellativo di una versione rielaborata dell'A320 che è consegnata dal 2009. Le spese dirette di gestione della nuova versione dovrebbero ammontare al 5% in meno dell'attuale A320-200. Ciò sarà reso possibile tramite un'aerodinamica migliore, diminuzione del peso e nuovi propulsori. Tra l'altro, nel 2006, l'Airbus ha testato per la prima volta su prototipi A320 dei nuovi tipi di alette d'estremità (winglets). Questi dovrebbero permettere una maggiore efficienza economica. In tutto sono state testate due varianti: la prima, ideata direttamente da Airbus, assomiglia come forma alle spigolose alette d'estremità presenti sull'A330 e sull'A340; la seconda proviene dalla ditta Aviation Partners che produce anche le alette d'estremità per il Boeing 737 e 757. Queste alette ricordano nella forma le più sottili "Blended Winglets" della famiglia Boeing 737NG.
Lo scopo degli esperimenti era quello di appurare se l'impiego delle winglets rende e se sì, quale dei due progetti è il più efficiente. Nell'ottobre del 2006 è stato reso noto che Airbus non è più in grado di perseguire il progetto, in quanto gli aumenti d'efficienza non abolivano sufficientemente il maggiore consumo di carburante, causato dal peso addizionale delle alette.
Per l'A320E sono previste modifiche sia all'aerodinamica, sia ai propulsori, al fine di migliorarne ulteriormente la redditività.
Le modifiche saranno assunte probabilmente su tutti i membri della famiglia degli A320.

#### A320 Prestige
Nel novembre 2005 l'Airbus presentò l'A320 Prestige, insieme all'A318 Elite, come membro della serie Airbus Corporate Jet, caratterizzata da aeroplani d'affari più spaziosi e più lussuosi.

#### A320P2F
L'A320P2F ("Passenger To Freighter") è una versione cargo ottenuta dalla trasformazione di A320 passeggeri, prodotta dalla Airbus Freighter Conversion presso l'EADS EFW di Dresda.
Il A320P2F è stimato in consegna fino al 2014 con 509 esemplari costruiti.

#### A320neo
La Airbus ha innovato la famiglia dell'A320 con il nuovo modello A320neo – new engine option (opzione nuovo motore) implementando il sistema propulsivo con i PW1100G PurePower o con i CFM LEAP-1A al fine di ridurre i consumi e le emissioni della famiglia A320. Il nuovo A320neo include anche alcune modifiche nella struttura alare interna e l'implementazione delle winglet chiamate Sharklet. Il modello A320neo è entrato in servizio nell'ottobre 2015, seguito dal modello A319neo e successivamente dal modello A321neo.
I miglioramenti riguardano:
- riduzione dei consumi del 15% rispetto alle attuali versioni (ora denominate ceo – current engine option cioè "attuale opzione motore");
- aumento di 2 tonnellate di carico utile o di 900 km di autonomia;
- significativa riduzione del rumore;
- riduzione dei costi operativi dell'8%.

L'A320neo, dal lancio nel dicembre 2010 al 49º Paris Air Show, ha già registrato ordini per 1 029 esemplari.
Il lancio dell'A320neo è stato accompagnato da un nuovo slogan da parte di Airbus: The best keeps getting better, cioè Il migliore continua a migliorare.

### A321

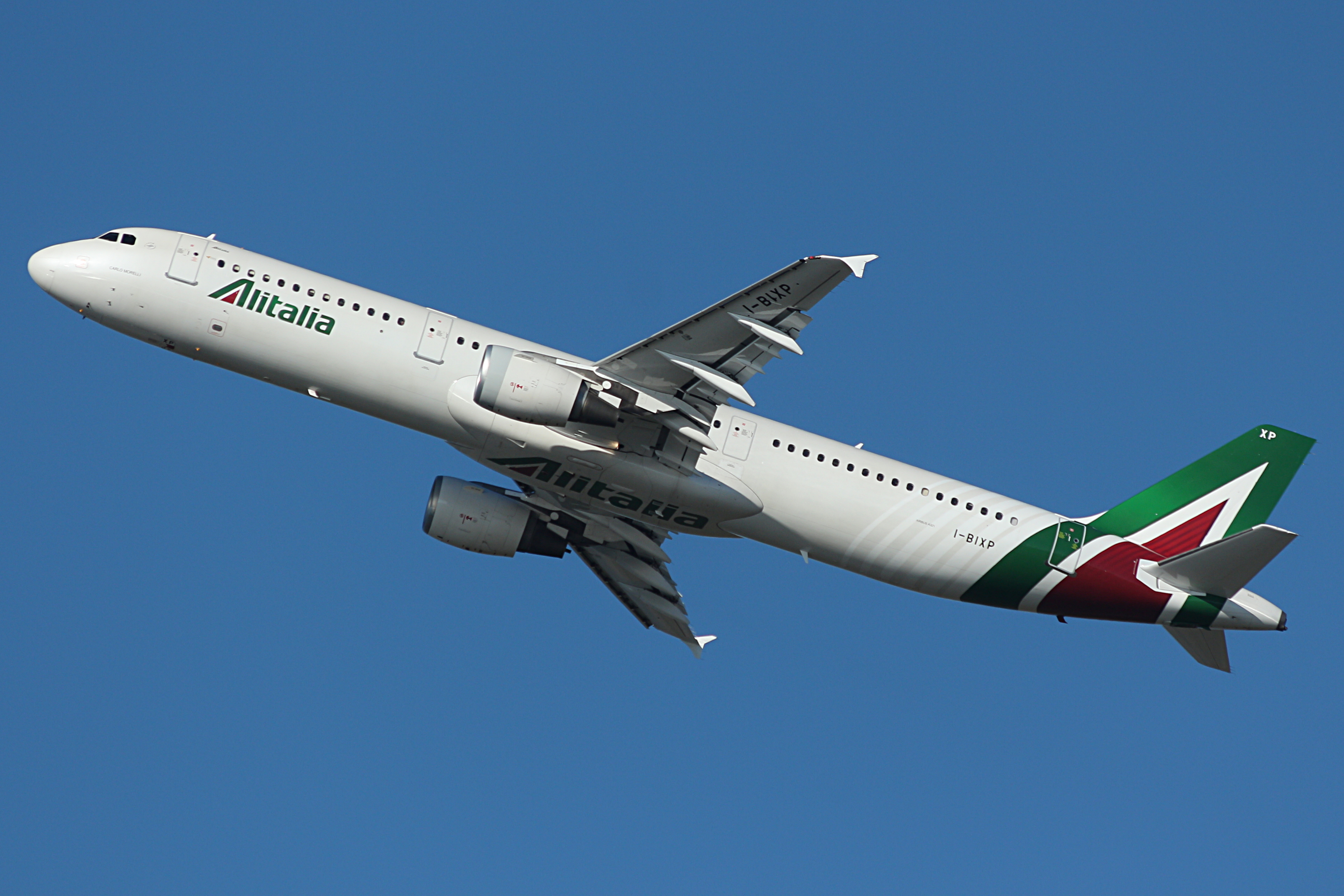
Un Airbus A321 di Alitalia

L'A321 è un aereo bimotore a corridoio centrale cabina e 8 ingressi per i passeggeri. In una configurazione standard a due classi la cabina offre posto a 186 passeggeri. Nella versione più ristretta ad una sola classe l'aereo può trasportare fino a 220 passeggeri. L'A321 è in diretta concorrenza con i modelli più grandi della famiglia dei Boeing 737. Anche il Boeing 757-200 (uscito di produzione il 28 novembre 2005 ma tuttora utilizzato) rientra nella stessa categoria di capacità, sebbene abbia un'autonomia più elevata.
Per l'A321 è stato ideato un nuovo sistema di ipersostentatori, visto che il massimo angolo di incidenza raggiungibile al decollo, a causa della lunghezza del velivolo, è più ridotto di quello dell'A320. L'A321 dispone di un sistema ipersostentatore a doppia incrinatura. Il numero massimo di passeggeri imbarcabili è di 220.

#### A321-100
Il progetto A321 ebbe inizio nel 1989 con la prima versione A321-100. Il primo volo fu effettuato nel 1993. Nel dicembre dello stesso anno l'aereo ottenne l'omologazione in Europa.

#### A321-200
L'elaborazione della variante A321-200 iniziò nel 1995, il primo volo avvenne nel 1996. Il suo raggio d'azione fu elevato a 5 500 km tramite l'aggiunta di serbatoi supplementari e altre piccole modifiche. Dal maggio 2002 tutti gli A321 consegnati sono di tipo 200. In termini di prezzi l'A321-200 si attesta dai 72 milioni di $ in su.

#### A321neo
Il 1º dicembre 2010, Airbus ha lanciato la famiglia A320neo (neo sta per "New Engine Option") con 500 miglia nautiche (930 km) in più di autonomia e il 15% in più di efficienza nei consumi grazie ai nuovi motori CFM International LEAP-1A o Pratt & Whitney PW1100G e alle nuove "Sharklets". Il prototipo dell'A321neo ha effettuato il suo primo volo il 9 febbraio 2016. Ha ricevuto la sua certificazione il 15 dicembre 2016. Il primo esemplare è entrato in servizio nel maggio 2017 con Virgin America.

##### A321neo LR
Nell'ottobre 2014, Airbus ha iniziato a commercializzare una variante con peso massimo al decollo di 97 tonnellate (214.000 lb) con tre serbatoi di carburante ausiliari che ne aumentano l'autonomia con una portata operativa di 100 miglia nautiche (190 km) in più rispetto a un Boeing 757-200. Airbus ha lanciato l'A321LR (Long Range) il 13 gennaio 2015 con un'autonomia di 4 000 miglia nautiche (7 400 km) con 206 posti in due classi. Il 31 gennaio 2018 ha completato il suo primo volo. Airbus ha annunciato la sua certificazione il 2 ottobre 2018. Il 13 novembre 2018, Arkia ha ricevuto il primo A321LR.

##### A321neo XLR
Nel gennaio 2018, Airbus stava studiando una variante dell'A321LR con un MTOW ulteriormente aumentato. L'A321XLR, come è stato chiamato, avrebbe avuto una portata estesa a 4 500 miglia nautiche (8 300 km) e sarebbe stato lanciato nel 2019 per entrare in servizio nel 2021 o 2022 per competere con il Boeing NMA. A novembre 2018, Airbus ha indicato che l'A321XLR avrebbe avuto un MTOW superiore a 100 tonnellate (220.000 lb) e 700 miglia nautiche (1 300 km) in più di portata rispetto all'A321LR. L'A321XLR è stato lanciato al Paris Air Show del giugno 2019, con 4 700 miglia nautiche (8 700 km) di portata, grazie a un ulteriore serbatoio centrale posteriore (RCT) permanente per più carburante, un carrello di atterraggio rinforzato per un MTOW di 101 tonnellate (223.000 lb); e una configurazione ottimizzata dei flap del bordo d'uscita dell'ala per preservare le prestazioni di decollo. Il 15 giugno 2022 l'A321XLR ha fatto il suo primo volo di test partendo da Hamburg (XFW) alle 09:04 UTC e atterrando nello stesso aeroporto alle 13:39 UTC, in tutto il volo è durato 04h:35m 

## Dati tecnici
| Dati                                    | A318-100                  | A319-100                      | A320-200                       | A321-200                  |
| --------------------------------------- | ------------------------- | ----------------------------- | ------------------------------ | ------------------------- |
| Codice ICAO                             | A318                      | A319                          | A320                           | A321                      |
| Codice IATA                             | 318                       | 319                           | 320                            | 321                       |
| Equipaggio in cabina di pilotaggio      | 2 piloti                  | 2 piloti                      | 2 piloti                       | 2 piloti                  |
| Capacità massima passeggeri             | 136                       | 156                           | 180                            | 220                       |
| Lunghezza totale                        | 31,45 m                   | 33,84 m                       | 37,57 m                        | 44,51 m                   |
| Diametro cabina                         | 3,63 m                    | 3,63 m                        | 3,63 m                         | 3,63 m                    |
| Diametro fusoliera                      | 4,14 m                    | 4,14 m                        | 4,14 m                         | 4,14 m                    |
| Larghezza piano orizzontale             | 12,45 m                   | 12,45 m                       | 12,45 m                        | 12,45 m                   |
| Apertura alare                          | 34,10 m                   | 34,10 m                       | 34,10 m                        | 34,10 m                   |
| Superficie alare                        | 122,4 m²                  | 124,0 m²                      | 124,0 m²                       | 128,0 m²                  |
| Freccia alare                           | 25°                       | 25°                           | 25°                            | 25°                       |
| Altezza fusoliera                       | 5,93 m                    | 5,97 m                        | 5,97 m                         | 5,97 m                    |
| Altezza totale                          | 12,89 m                   | 12,11 m                       | 12,08 m                        | 12,10 m                   |
| Passo                                   | 10,25 m                   | 11,04 m                       | 12,64 m                        | 16,90 m                   |
| Peso operativo a vuoto (OEW)            | 39 500 kg                 | 40 800 kg                     | 42 600 kg                      | 48 500 kg                 |
| Peso massimo senza carburante (MZFW)    | 53 000 kg                 | 57 000 kg                     | 60 500 kg                      | 69 500 kg                 |
| Peso massimo durante il rullaggio (MTW) | 61 900 kg                 | 70 400 kg                     | 73 900 kg                      | 83 400 kg                 |
| Peso massimo al decollo (MTOW)          | 61 500 kg                 | 70 000 kg                     | 73 000 kg                      | 83 000 kg                 |
| Peso massimo all'atterraggio (MLW)      | 56 000 kg                 | 61 000 kg                     | 64 500 kg                      | 73 500 kg                 |
| Carico utile massimo                    | 15 000 kg                 | 17 700 kg                     | 19 900 kg                      | 25 300 kg                 |
| Capacità cargo                          | 21,3 m³                   | 27,7 m³                       | 37,4 m³                        | 51,7 m³                   |
| Capacità massima carburante             | 23 859 L                  | 23 859 L                      | 23 859 L                       | 23 700 L                  |
| Velocità di crociera                    | 0,78 Mach (963,14 km/h)   | 0,78 Mach (963,14 km/h)       | 0,78 Mach (963,14 km/h)        | 0,78 Mach (963,14 km/h)   |
| Velocità massima                        | 0,82 Mach (1 012,54 km/h) | 0,82 Mach (1 012,54 km/h)     | 0,82 Mach (1 012,54 km/h)      | 0,82 Mach (1 012,54 km/h) |
| Autonomia                               | 3 100 nmi 5 750 km        | 3 750 nmi 6 950 km            | 3 350 nmi 6 200 km             | 3 200 nmi 5 950 km        |
| Quota di tangenza                       | 39 800 ft 12 131 m        | 39 100 ft 11 918 m            | 39 100 ft 11 918 m             | 39 100 ft 11 918 m        |
| Motori (x2)                             | CFM56-5B PW6000A          | CFM56-5A CFM56-5B IAE V2500   | CFM56-5A CFM56-5B IAE V2500    | CFM56-5B IAE V2500        |
| Spinta (x2)                             | 85-104 kN 90-106 kN       | 92-105 kN 90-120 kN 85-110 kN | 105-118 kN 90-120 kN 99-110 kN | 129-142 kN 120-141 kN     |

| Modello  | Data | Motori                     |
| -------- | ---- | -------------------------- |
| A318-111 | 2003 | CFM56-5B8/P                |
| A318-112 | 2003 | CFM56-5B9/P                |
| A318-121 | 2007 | PW6122A                    |
| A318-122 | 2007 | PW6124A                    |
| A319-111 | 1996 | CFM56-5B5 o 5B5/P          |
| A319-112 | 1997 | CFM56-5B6 o 5B6/P o 5B6/2P |
| A319-113 | 1997 | CFM56-5A4 o 5A4/F          |
| A319-114 | 1997 | CFM56-5A5 o 5A5/F          |
| A319-115 | 2002 | CFM56-5B7 o 5B7/P          |
| A319-131 | 1997 | IAE Model V2522-A5         |
| A319-132 | 1997 | IAE Model V2524-A5         |
| A319-133 | 2002 | IAE Model V2527M-A5        |
| A320-111 | 1988 | CFM56-5A1 o 5A1/F          |
| A320-211 | 1988 | CFM56-5A4 o 5A4/F          |
| A320-212 | 1990 | CFM56-5A3                  |
| A320-214 | 1996 | CFM56-5B4 o 5B4/P o 5B4/2P |
| A320-216 | 2005 | CFM56-5B6                  |
| A320-231 | 1989 | IAE Model V2500-A1         |
| A320-232 | 1993 | IAE Model V2527-A5         |
| A320-233 | 1995 | IAE Model V2527E-A5        |
| A321-111 | 1995 | CFM56-5B1 o 5B1/P o 5B1/2P |
| A321-112 | 1995 | CFM56-5B2 o 5B2/P          |
| A321-131 | 1995 | IAE Model V2350-A5         |
| A321-211 | 1997 | CFM56-5B3 o 5B3/P o 5B3/2P |
| A321-212 | 2005 | CFM56-5B1 o 5B1/P o 5B1/2P |
| A321-213 | 2005 | CFM56-5B2 o 5B2/P          |
| A321-231 | 1997 | IAE Model V2533-A5         |
| A321-232 | 2005 | IAE Model V2530-A5         |

## Utilizzatori
La famiglia Airbus A320 si è classificata come quella più venduta al mondo tra il 2005 e il 2007.
A fine ottobre 2019, le consegne arretrate dell'A320ceo sono scese a 78: 7 A319, 24 A320 e 47 A321; Airbus ha consegnato 87 A320ceo nei primi 10 mesi del 2019, molti di meno rispetto ai 394 A320neo. Con gli arretrati superiori a 6.000, gli ordini totali di Airbus A320 (di entrambe le famiglie, ceo e neo) hanno raggiunto 15 193, superando i 15 136 di Boeing 737, diventando l'aereo di linea più venduto.
A fine febbraio 2020, gli arretrati dell'A320ceo sono scesi a 62: 7 A319, 20 A320 e 35 A321. Gli ordini hanno raggiunto i 15 522, mentre quelli del Boeing 737 sono scesi a 15 115.
Al gennaio 2024, degli 8 100 esemplari consegnati (della serie ceo), 7 395 sono operativi.

### Civili
Gli utilizzatori principali (della serie ceo) sono:
- American Airlines (399 esemplari)
- China Eastern Airlines (277 esemplari)
- EasyJet (273 esemplari)
- Delta Air Lines (245 esemplari)
- LATAM Airlines Group (240 esemplari)
- China Southern Airlines (208 esemplari)
- JetBlue Airways (193 esemplari)
- United Airlines (190 esemplari)
- AirAsia (175 esemplari)
- Lufthansa (132 esemplari)
- Allegiant Air (130 esemplari)
- Air China (129 esemplari)
- Spirit Airlines (120 esemplari)
- Sichuan Airlines (118 esemplari)
- British Airways (109 esemplari)
- Vueling (99 esemplari)
- Aeroflot (85 esemplari)
- Air Canada (84 esemplari)
- Turkish Airlines (84 esemplari)
- Wizz Air (83 esemplari)
- Avianca (81 esemplari)
- Shenzhen Airlines (81 esemplari)
- Spring Airlines (78 esemplari)
- Air France (74 esemplari)
- ITA Airways (28 esemplari)

### Governativi e militari
Gli utilizzatori (della serie ceo) sono:
- Forza Aerea della Germania (4 esemplari)
- Aeronautica Militare (3 esemplari)
- Forza Aerea della Thailandia (3 esemplari)
- Forza Aerea dell'Ungheria (2 esemplari)
- Governo del Kazakistan (2 esemplari)
- Governo del Kuwait (2 esemplari)
- Forza Aerea della Russia (2 esemplari)
- Forza Aerea della Turchia (2 esemplari)
- Forza Aerea dell'Armenia (1 esemplare)
- Forza Aerea del Brasile (1 esemplare)
- Forza Aerea della Cambogia (1 esemplare)
- Forza Aerea della Costa d'Avorio (1 esemplare)
- Forza Aerea della Malaysia (1 esemplare)
- Forza Aerea del Venezuela (1 esemplare)
- Governo dell'Albania (1 esemplare)
- Governo della Bulgaria (1 esemplare)
- Governo dell'Iran (1 esemplare)
- Governo del Senegal (1 esemplare)
- Governo della Slovacchia (2 esemplari)[76]
- Governo dell'Ucraina (1 esemplare)
- Royal Flight of Oman (1 esemplare)